# Истраживање Антарктика
Прву хипотезу о постојању неког јужног континента дали су Хипарх и његови следбеници и филозофи Помпоније Мела и Плиније који су јужни континент назвали Патала. Највећи утицај на средњовековно убеђење о јужном копну извршио је Птолемеј, а први пут га је у своју карту света уцртао познати картограф Меркатор 1587. године. Меркатор је тада сматрао да се Антарктик налази између Јужног пола и области до којих тадашњи морепловци нису доспевали.
Тек у 18. веку предузета су прва истраживања удаљених јужних области. Међу првим истраживачима спомиње се Џејмс Кук који је 1771. године открио острво Јужну Џорџију и Јужна Сандвичка острва пловећи Јужним Атлантиком. Услед јаких ветрова и препрека од ледених брегова зауставио се на 71°40’19”. 49 година касније откривено је јужно копно, али се ни до данас не зна да ли је то био подухват Руса или Американаца.
Посада руског брода „Мирни“ у својим дневницима наводи да је открила Антарктик 28. јануара 1820. године. Капетан брода Михаил Лазарев угледао је ванредно висок лед јужно од 69°23’19” ј. г. ш и око 2°10’ з. г. д. Американци пак тај успех приписују свом сународнику Натанијелу Палмеру који је ловећи фоке и китове 15. новембра 1820. године угледао са острва Обмане (Десепшн) „неко копно на југу“.
Веће интересовање за проучавање Антарктика уследило је почетком 20. века. Циљеви експедиција били су откриће јужног пола, откривање већих рудних лежишта, упознавање са везом Веделовог и Росовог мора, као и картирање континента. До 1954. године на Антарктик су биле послате 202 експедиције. Први Европљанин који је ступио на само антарктичко копно био је Норвежанин Карстенс Борхгревијк 1895. године.

## Откриће Јужног пола
Норвешки истраживач поларних области Роалд Амундсен је 1909. године решио је да крене у освајање Северног пола. Након разочарања које је доживео сазнавши да га је у томе предухитрио амерички истраживач Роберт Пири, доноси одлуку да своју флоту преокрене у правцу Јужног пола. Најпре се искрцао у Заливу китова у Росовом мору 20. октобра 1911. године, а даља истраживања је наставио пешке. После 55 дана пешачења, тачније 14. децембра 1911. године са још пет сапутника стиже на Јужни пол, и за два дана истражује околину у пречнику од 20 km. Безбедан повратак су обезбедили тако што су на сваком степену географске ширине постављали по једно складиште хране и опреме као и високе ледене путоказе.
Две недеље после Амундсена на Јужни пол се упутио и енглески поморац Роберт Скот са своја два друга. Како им се брзо изгубио сваки траг, екипа за спасавање је кренула у потрагу и на 79°50’ ј. г. ш. пронашла их мртве. На основу дневника Роберта Скота који је том приликом пронађен дошло се до сазнања да су стигли на Пол 17. јануара 1912. године, где су угледали норвешку заставу. Разочарани кренули су натраг. Све време пута пратила их је страховита мећава. Оставши без хране и опреме, потпуно смрзнути, нису успели да стигну до полазне базе.

## Истраживање везе Росовог и Веделовог мора
Најзагонетније питање за истраживаче Антарктика било је: шта представља простор између Росовог и Веделовог мора – мореуз или копно.
Совјетски географ С. В. Колесник изнео је мишљење да је Антарктик јединствено копно и да између Росовог и Веделовог мора не постоји никакав мореуз. Убрзо после тога, британски истраживач сер Вивијан Фукс доказује да Антарктик није јединствено копно, већ да је раздвојен мореузом испуњеним ледом. Фукс је за четири месеца (децембар 1957 – март 1958) прешао 2800 km правцем претпостављеног мореуза (од базе Шеклтон на Веделовом мору према бази МекМердо на Росовом мору). На сваких 30 до 50 m мерио је дебљину леда методом бушења и праћења сеизмичких покрета изазваних употребом експлозива. Фуксова истраживања дала су један од најдрагоценијих доприноса у науци у току Међународне геофизичке године.

## Снимање и картирање Антарктика
Амерички контраадмирал Ричард Берд је водио више експедиција на Антарктику, од којих су четири нарочито значајне.
Прва експедиција је организована 1928. год. када су употребљена два велика брода, пет великих авиона, око 100 ескимских паса и у оно доба најсавременија опрема. Та експедиција снимила је и картирала око 400.000 квадратних миља у области Росовог мора. 28. новембра 1924. године Берд је са три друга први прелетео Јужни пол.
Друга Бердова експедиција изведена је од 1933. до 1935. године. У њој је учествовало неколико десетина научника из 22 природне науке. Берд је сам провео поларну зиму у једној метеоролошкој станици на 80° ј. г. ш. тј. на месту удаљеном 180 km од базе. Путем радио везе Берд је слао редовне метеоролошке извештаје. По повратку у домовину био је почаствован дочеком од стране тадашњег председника САД.
Трећа Бердова експедиција трајала је од 1939. до 1941. године. Тада су уведени нови, модерни „снежни крсташи“ тј. огромни аутомобили и авиони специјално направљени за слетање и узлетање са снежних површина.
У четвртој Бердовој експедицији (1946. – 1947) учествовало је 4.000 људи. Иако је имала претежно војно-стратешки карактер, она је дала и значајне научне резултате. Тада су у области Јужне Викторијине земље откривене између планинских венаца такве долине у којима нема снега и леда. На 89°45’ откривена је површина са језерима која се не замрзавају. На једно такво језеро спуштао се Бердов хидроавион и том приликом су вршена разна хидро-биолошка испитивања. Откривене су и неке до тада непознате планине више од 6000 m, као и један залив близу Грејамове земље, површине 170.000 km² (65.000 квадратних миља), који је 300 km увучен у копно. Многи до тада неиспитани унутрашњи делови копна прокрстарени су тракторима. Берд је тада по други пут авионом прелетео Јужни пол.